# 高殿鰲
高殿鰲（1776年—1855年），字魁先，号甘泉，山東昌邑縣（今昌邑市）柳疃镇前官庄村人。清朝將領。
嘉慶元年（1796年），高殿鰲中式丙辰科三甲第一名武進士，授官藍翎侍衛。分守清門。差滿，授福建泉州陸路提標後营守備。升任陝西榆林、延绥城守营都司。又升延绥左营遊擊。道光十年（1830年），升參將，朝廷詔授武義都尉。次年告病回籍。
咸豐四年（1854年）甲寅，高殿鰲中武舉已六十年，重赴鹰扬宴。咸豐五年（1855年），奉上諭加副將銜，不久又誥授武功將軍。同年卒。